# 法兰西的亨利埃塔·玛丽亚
法蘭西的亨利埃塔·瑪麗亞（英語：Henrietta Maria of France，法語：Henriette-Marie de France；1609年11月25日—1669年9月10日）在1625年6月13日直至1649年1月30日查爾斯一世被廢期間為英格蘭、蘇格蘭和愛爾蘭三國的王后，也是法王亨利四世和第二任妻子瑪麗·德·美第奇的最小的女兒和孩子。此外，她也是英王查爾斯二世和詹姆斯七世和二世的母親、未來荷蘭省督奧蘭治親王英王威廉三世的外祖母。在她丈夫查爾斯的旨意下，她在英格蘭被稱為瑪麗王后（英語：Queen Mary），但她十分不喜歡這個稱呼，反而在信件上署名亨利埃塔或者亨利埃塔·瑪麗。

## 生平
亨丽埃塔·玛丽亚是法國公主，法王亨利四世及王后瑪麗亞之女，法王路易十三之妹，路易十四的姑姑，出生於羅浮宮。父親在她一歲之前被刺身亡，母親則在1617年被逐出朝廷。
1620年代成為英國太子妃人選，1625年6月13日於英國坎特伯里聖奧古斯丁教堂舉行婚禮，嫁給已經繼承王位的查理一世，成為大不列顛和爱尔兰的王后。婚後二人一度不甚和諧，由於她身為天主教徒，從法國帶來許多同樣信天主教的僕從及神職人員，並公開舉行天主教儀式，引起英國朝野的不信任，國王也有所不滿，後來逼迫她遣送大部分的法籍人員回國。此外，國王跟白金漢公爵過從甚密（有傳說兩人是同性戀的感情），夫妻因而紛爭不斷。
1628年白金漢公爵被人暗殺後，夫妻兩人情感漸增，即使王后對天主教的堅持讓她失去一些有力的朝臣支持，查理一世仍然對她相當信任。

### 英國內戰期間
1640年代英國陷入內戰，分裂為國會派及國王派，亨丽埃塔·瑪麗亞利用她身為法國王妹（其兄已即位為路易十三世）與天主教徒的身分尋求法王與教皇的支持，並於1642年攜帶王室珠寶到荷蘭典當，以提供國王派在戰爭中所需資金，國會派視這些為叛國行為，文宣中把她跟她身邊的天主教人士描述成迷惑君主的惡勢力。1643年她帶著資金彈藥回到英國與查理一世以牛津為基地繼續與國會派作戰。隨著內戰漸漸對國王派不利，1644年7月查理將她及兩名王子和公主送到娘家的法國。1649年查理一世被國會處死，她便在法國展開流亡生活。

### 在法國的生活
亨丽埃塔在法國同樣噩運連連。1648年法國投石黨運動(1648-1653)爆發，法國王室兩度逃離巴黎，無力對她支援，因此她在法國生活貧困不堪。總算投石黨在1653年結束了，但是法國宰相——紅衣主教馬薩林卻為了結好新興強權克倫威爾的英國，於1654年把亨丽埃塔之子查理二世，詹姆斯二世與格洛斯特公爵亨利請出法國，並再度削減亨丽埃塔的生活費。因此她不得不透過馬薩林，向殺夫仇人克倫威爾忍辱求情，哀求克倫威爾把其夫的遺產歸還給她，結果被心如鐵石的克倫威爾拒絕。

### 返回英國
1660年英國王政復辟，她以太后的身分回到英國，居住在萨默塞特府，並對薩府著手擴建。因為和首相克拉倫登伯爵依舊不和，她不參與政治事務，也很少在公眾亮相；並且反對次子約克公爵詹姆斯與克拉倫登之女安妮·海德的婚姻（兩人在1658年秘密結婚，1660年因為安妮懷孕，才公開地正式結婚），但婚事仍在查理二世的支持下完成。五年之後，因為患上嚴重的支氣管炎，她開始抱怨是英國的潮濕空氣所導致，因此又返回法國定居，並建立了一座修女院隱居其中養老，她的孫女是安妮(日後大不列顛的安妮女王)，安妮的父母將其送到法國治療和亨丽埃塔一起居住在巴黎附近的科伦布城堡。亨丽埃塔在1669年去世后，葬於巴黎近郊的圣但尼圣殿；葬禮由偉大的主教博旭哀主持，其宣講的傳教演說，受到伏爾泰在內的一致推崇，作為演說典範而被翻譯成英文等各種語言。

## 相貌

亨丽埃塔·瑪麗亞和侏儒胡德森爵士（1633年），安東尼·范戴克作畫

當時人對亨丽埃塔·瑪麗亞的外貌有許多不同的看法，這主要是因為宮廷畫家安東尼·范戴克在肖像畫幫她美化所導致。1641年当她丈夫的外甥女普法爾茨的索菲（未來的汉诺威选侯夫人兼英國王位繼承人），在荷蘭会见流亡中的亨丽埃塔·瑪麗亞王后（33歲）时，十二歲的索菲評論：“范戴克的精美画作让我认为英国女人都是如此美貌，王后在画中也是非常漂亮，但当我会见她时，惊奇地发现从椅子上站起一个矮小的妇人，两只长长的皮包骨头的胳膊、有些牙齿向外突出、雙肩一高一低。”雖然如此，當時人公認王后有雙漂亮的眼睛、好看的鼻子，和良好的膚色。

## 艺术
亨丽埃塔·玛丽亚在艺术有浓厚的兴趣，她赞助各种艺术活动，试图形成英国宮廷的活動。亨丽埃塔和查理一世是敬业、知识渊博的收藏家。亨丽埃塔特别赞助意大利画家，奥拉其奥·简提列斯基。奥和他的女儿蒿真蒂莱斯基，都在亨丽埃塔的格林尼治宫为她的房子巨大的天花板画负责。亨丽埃塔另一个最喜欢的画家意大利的圭多雷尼，但她也支持微型画家吉恩还和贾可。亨丽埃塔成为斯图亚特面膜的关键顾客，补充她丈夫的绘画和视觉艺术的浓厚兴趣。她自己的各种作品，包括威廉的“戴夫南特亚马逊”。亨丽埃塔也帮助支持英国作曲家尼古拉斯拉尼尔的音乐作品。
她還喜欢体育雕塑和设计，并保留了设计师琼斯为她验船师的作品。她和丈夫查理一世一样，热衷园林设计，她采用了法国的园丁摩勒温布尔登的房子创建一个巴洛克风格的花园。她光顾的胡格诺派雕塑家勒叙厄尔，负责的教堂，虽然平原的外面，里面是制作精美的黄金和白银圣骨匣，画，雕像，教堂的花园和鲁本斯的华丽祭坛，但也有一个不寻常的圣体。

## 子女
与查理一世共育有九个子女，但只有其中五名活到成年：
出生年        頭銜        名字
- 1629年  康沃爾公爵    查理
- 1630年  威尔士亲王    查理（日後的英王查理二世）
- 1631年  长公主玛丽（嫁給荷蘭執政奧倫治親王威廉二世）
- 1633年  約克公爵      詹姆斯（日後的英王詹姆斯二世）
- 1636年                伊莉莎白公主
- 1637年                安妮公主
- 1639年                凱瑟琳公主
- 1640年  格洛斯特公爵 亨利
- 1644年                亨丽埃塔公主嫁法王路易十四之弟奧爾良公爵奧爾良公爵菲利普一世

## 頭銜、稱號及徽章

### 頭銜及稱號
- 1609年11月25日−1625年06月13日：法蘭西的亨利埃塔·瑪麗公主殿下
Son Altesse royale Henriette Marie de France, fille de France
- 1625年06月13日-1649年01月30日：王后陛下
Her Majesty The Queen
- 1649年01月30日-1669年09月10日：王母太后陛下
Her Majesty Queen Henrietta Marie, The Queen Mother